# Parepione dichroma
Parepione dichroma là một loài bướm đêm trong họ Geometridae.